# Dan Păltinișanu
Dan Păltinișanu (n. 23 martie 1951, București - d. 4 martie 1995, Timișoara) a fost un fotbalist român, cunoscut pentru activitatea sa la FC Politehnica Timișoara.
A fost campion mondial universitar cu selecționata studențească a României în ediția 1974 din Franța. Stadionul din Timișoara poartă numele său.